# Erna Solberg
Erna Solberg, norveška političarka, * 24. februar 1961, Bergen.
Med letoma 2013 in 2021 je bila predsednica vlade Kraljevine Norveške.